# Supercoupe de Norvège de football
La Supercoupe de Norvège de football (en norvégien : Mesterfinalen) est une compétition de football créée en 2002, opposant le champion de Norvège au vainqueur de la coupe de Norvège, disputée en un match unique.

## Palmarès
De 2011 à 2016, la compétition n'est pas disputée, la compétition reprend depuis 2017.

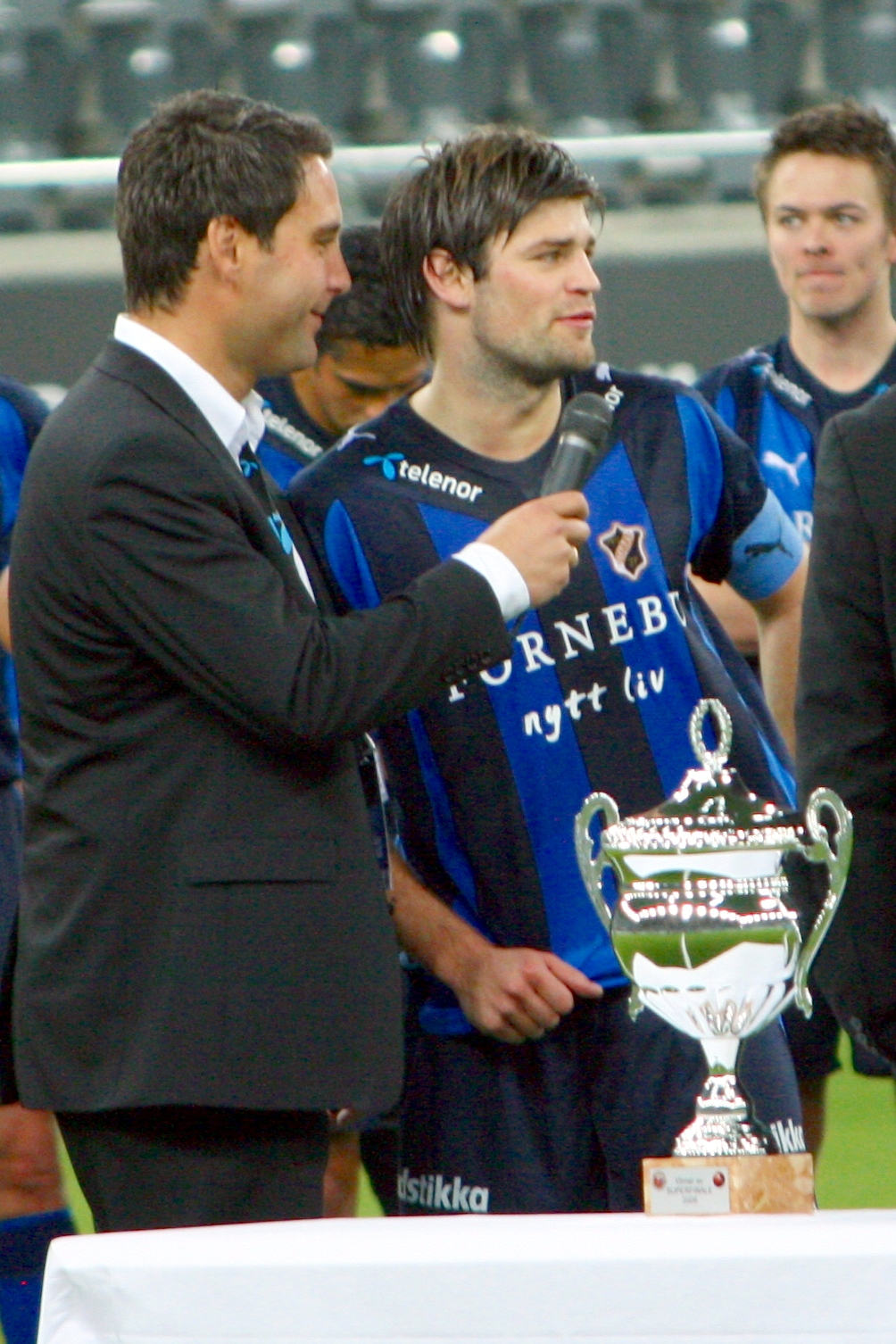
Remise de la Supercoupe 2009 au Stabaek Fotball.

| Année | Équipe 1       | Résultat                        | Équipe 2     |
| ----- | -------------- | ------------------------------- | ------------ |
| 2009  | Stabæk Fotball | 3 - 1                           | Vålerenga IF |
| 2010  | Aalesunds FK   | 1 - 3                           | Rosenborg BK |
| 2017  | SK Brann       | 0 - 2                           | Rosenborg BK |
| 2018  | Lillestrøm SK  | 0 - 1                           | Rosenborg BK |
| 2019  | Rosenborg BK   | Annulé pour raisons climatiques | Molde FK     |

## Source
- (en) RSSSF